# Kłobuck
Kłobuck [ˈkwɔbut͡sk] (deutsch Klobutzko) ist eine Kreisstadt im Nordwesten der Woiwodschaft Schlesien in Polen. Kłobuck liegt rund 16 km nordwestlich von Częstochowa an der Biała Oksza im historischen Kleinpolen. Die Stadt zählt etwa 13.000 Einwohner und ist Hauptort einer Stadt-und-Land-Gemeinde, in der rund 20.000 Menschen leben.

## Geschichte
Etwa vier Kilometer südlich des heutigen Kłobuck bestand bereits um die Wende des 10. zum 11. Jahrhundert eine Kastellanei, die neben anderen Anlagen dieser Art den frühen polnischen Staat absicherte. In der Nähe dieser befestigten Anlage entstand im 12. Jahrhundert, an der nach Krakau und Lublinitz führenden Handelsstraße, die Ortschaft Kłobuck als Marktort, in dem zweimal jährlich Märkte abgehalten wurden. Kłobuck wurde 1267 als Verwaltungssitz für die umliegenden königlichen Wälder herangezogen. Bereits im Jahre 1287 wurde Kłobuck (rector ecclesiae Clobucensis) erstmals erwähnt, das damals schon einen Pfarrort darstellte.
Um das Jahr 1344 wurde in der Nähe des alten Marktfleckens die neue Stadt Kłobuck von König Kasimir dem Großen auf Grundlage des Magdeburger Stadtrechts gegründet. Die alte Ortschaft mit der Pfarrkirche des heiligen Bartholomäus verkam dadurch zu einer Vorstadt, die seit dem folgenden Jahrhundert als Altstadt bezeichnet wurde. Von 1370 bis 1396 gehörte Kłobuck zum Lehen des Herzogs Wladislaus II. von Oppeln. Während aber Oberschlesien bzw. das Oppelner Land an Böhmen abfielen, eroberte 1369 Władysław II. Jagiełło die Stadt und ihr Umland und Kłobuck fand sich als Teil der Starostei Krzepice wieder in den Grenzen des Königreichs Polen. Władysław Jagiello weilte in den Jahren 1416, 1420 und 1426 in der Stadt.
Im 15. Jahrhundert befanden sich zwei Mühlen und drei Eisenhämmer in der Stadt. Wichtigster Wirtschaftszweig war jedoch die Fischzucht, die in den nahegelegenen Teichen betrieben wurde. Zu dieser Zeit kam es auch zur Gründung der Vorstädte Zawada und Zagórze, wo sich ein königliches Vorwerk befand. Die Stadt wurde mit einer Stadtmauer umgeben und mit zwei Stadttoren ausgestattet, die die von Nord nach Süd verlaufende Hauptstraße absicherten. Von 1434 bis 1448 war der bekannte polnische Historiker Johannes Longinus (Jan Długosz) Pfarrer in Kłobuck. Später setzte er sich für die Gründung des Klosters der Kanoniker im Jahre 1454 ein, in dessen Nähe später die neue Pfarrkirche errichtet wurde. Das Kloster wurde von Kanonikern aus der Fronleichnamskirche in Kazimierz bei Krakau besiedelt. In diese Zeit fällt aber auch die Plünderung der Stadt 1436 durch Soldaten des Josef Stosch, die der Entwicklung der Stadt einen Rückschlag brachte. 1457 wurde die Stadt erneut geplündert, diesmal vom Auschwitzer Fürsten Janusz, wobei auch große Teile der Stadt niedergebrannt wurden. Nachdem 1466 die Pfarrkirche erweitert wurde, erlebte Kłobuck im Jahre 1469 den zweiten Stadtbrand dieses Jahrhunderts, der die gesamte Stadt zerstörte. Eine gewisse Erleichterung für die Bürger trat 1471 ein, als König Kasimir IV. die Einwohner vom Frondienst befreite, den sie für schlesische Grundherren verrichten mussten. Dies wurde 1562 von König Sigismund II. August bestätigt.
Das 16. Jahrhundert verlief für Kłobuck relativ friedlich und unter dem Starosten und polnischen Marschall Mikołaj Wolski erlebte die Stadt eine Blütezeit. Es fanden neben dem Wochenmarkt jährlich sieben Jahrmärkte statt. Die Industrie der Stadt und insbesondere die Eisenhütten wurden ausgebaut. Nahe der Stadt entstand ein Drahtwerk mit zehn Werkstätten und sieben Handwerkern. Außerdem ließ Starost Wolski am Ring einen Palast und an der Straße nach Zagórze einen Herrensitz (1610) errichten. Im Jahre 1618 bestanden in der Stadt sechs Zünfte, in denen sich die Handwerker zusammengeschlossen hatten. In diesem Jahrhundert entstand außerdem der dritte Vorort von Kłobuck: Trząska.
Die folgenden Schwedenkriege brachten Kłobuck nicht nur den finanziellen Ruin, durch Plünderung und Einquartierung von Soldaten verkam auch die ganze Stadt. Für den Wiederaufbau förderlich war der Warschauer Sejm von 1658. Denn auf königlichen Beschluss wurde Kłobuck zur Starostei erhoben, die als Erbpacht dem Paulinerkloster auf dem Jasna Góra in Tschenstochau unterstellt wurde. Gleichzeitig wurde die Starostei von jeglichen Steuern befreit, auch wenn die Bevölkerung der Gerichtsbarkeit des Paulinerklosters unterworfen wurde. In den Jahren 1658 bis 1670 wurden 25 neue, steinerne Häuser gebaut.
Jedoch zerstörte 1689 ein erneuter Stadtbrand die Hälfte der Stadt, von dem sie sich lange nicht mehr erholte. Deshalb wurde auch 1791 die Starostei aufgelöst. Mit der Zweiten Teilung Polens von 1793 fand sich das wirtschaftlich geschwächte und von Seuchen heimgesuchte Kłobuck im Besatzungsgebiet von Preußen, bzw. im Südosten der neu geschaffenen Provinz Südpreußen wieder. Kłobuck wurde Besitz des Grafen Christian von Luttichau, kam später an den preußischen Minister Christian von Haugwitz und ging schließlich an die Henckel von Donnersmarcks. Die wirtschaftliche Situation der Stadt verschärfte sich, als infolge des Verfalls der Handelstätigkeit und des Handwerks in Kłobuck immer mehr Menschen die Stadt verließen, die nun größtenteils von Landwirtschaft geprägt wurde. 1807 wurde die Stadt, wie ihr Umland, Teil des französischen Satellitenstaates Herzogtum Warschau, das 1815 nach der Absetzung Napoleons in das von Russland dominierte Kongresspolen umgewandelt wurde. Im Jahre 1810 wurde das Kanonikerkloster geschlossen. Große Teile von Kłobuck fielen im selben Jahr einem der vielen Stadtbrände zum Opfer, worauf beschlossen wurde, nur noch steinerne Häuser zu errichten. Dies und der Bau von Chausseen änderten jedoch kaum etwas an der schlechten Lage der Stadt. So zählte die Stadt 1863 nur 2192 Einwohner, worauf im Jahre 1870 auf Befehl des Zaren Alexander II. Kłobuck das Stadtrecht aberkannt wurde und der Gemeinde Kamyk eingemeindet wurde.
Erst 1917 erhielt Kłobuck seine Stadtrechte wieder verliehen. Dies spiegelte sich auch in der Entwicklung der Stadt wider, die nun ihre Misere überwand und 1921 wieder 6.582 Einwohner zählte. 1922 wurden die Ortschaften Zagórze und Zakrzew eingemeindet, worauf die Einwohnerzahl nach weiteren Eingemeindungen in den 30er Jahren auf 8.952 anstieg. Die Stadt fand auch Anschluss an die Kohlenmagistrale, die heutige Bahnstrecke Chorzów–Tczew. Gleich zum Beginn des Überfalls auf Polen fand unweit der Stadt die Schlacht bei Mokra statt, bei welcher die deutsche 4. Panzer-Division von einer polnischen Kavallerie-Brigade gestellt und besiegt wurde. Nach dem Zweiten Weltkrieg wurde die Stadt weiter ausgebaut und 1952 der Powiat Kłobucki geschaffen, was der Stadt größere Bedeutung als Kreisstadt verschaffte.

## Sehenswürdigkeiten

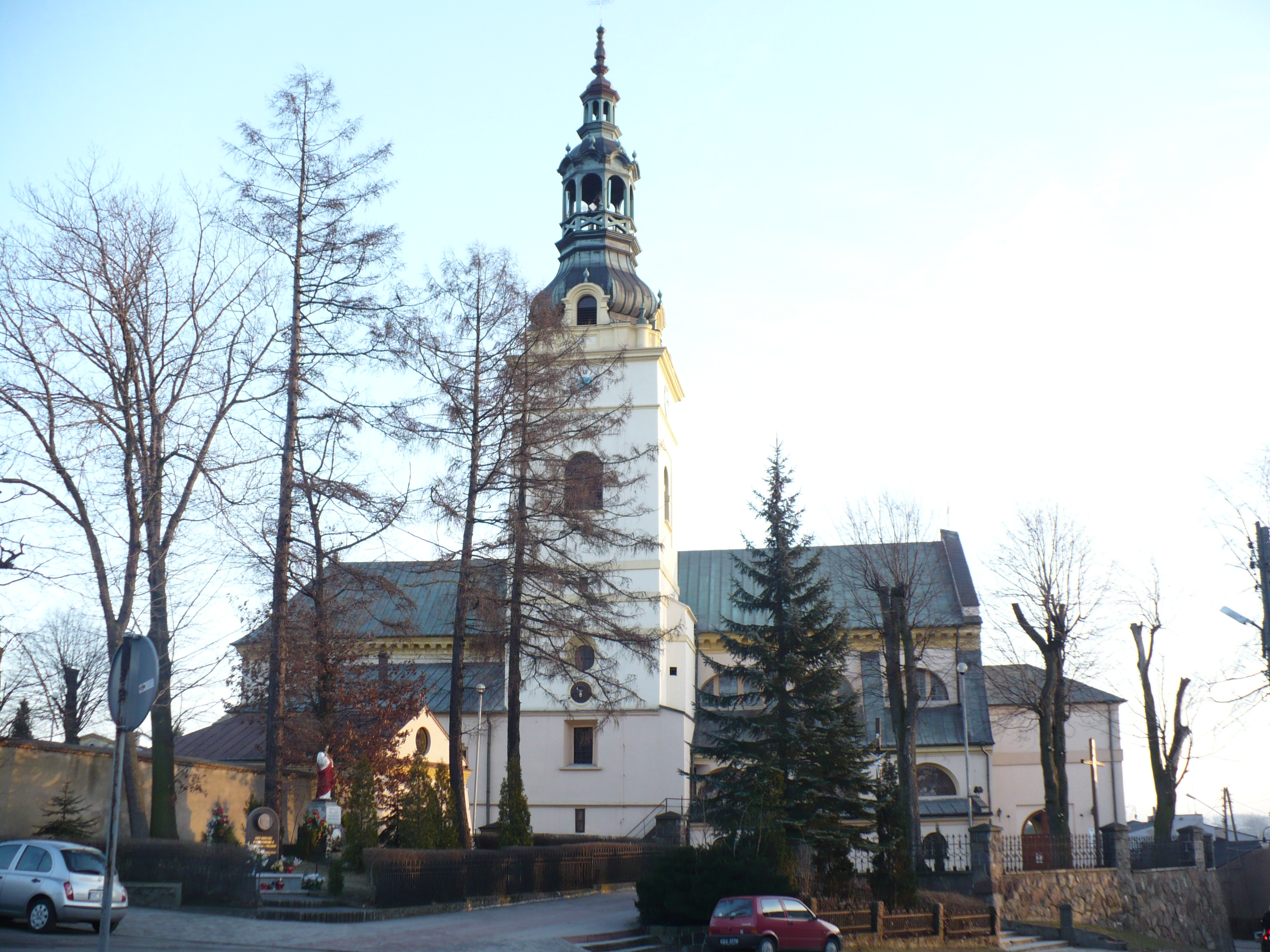
Pfarrkirche in Kłobuck

### Pfarrkirche
Die dem Heiligen Martin von Tours und der Heiligen Margareta geweihte Pfarrkirche wurde von Piotr Dunin begründet. Die Kirche nahm die Funktion der alten Bartholomäuskirche ein. Der spätgotische Bau der Kirche wurde von 1466 bis 1480 von den Kanonikern erbaut, die seit 1454 im anschließenden Kloster ansässig waren. Für die Baumaßnahmen war Baumeister Jan aus Krakau verantwortlich, der von Jan Długosz angeworben wurde. Jan Długosz war für die Entwicklung der Pfarrei von großer Bedeutung und stiftete unter anderem liturgisches Gerät für die Pfarrkirche, das noch heute zum Kirchenschatz gehört. Um das Jahr 1623 erfolgte der Umbau der Kirche im Stile des Frühbarock, worauf Umbauten in den Jahren 1670, 1796 und 1810 folgten.
Das Kircheninnere besitzt ein Tonnengewölbe und Ausstattungsstücke aus dem Barock: unter anderem ein Chorgestühl, eine Schiffskanzel sowie eine Empore mit der Orgel. Außerdem verdienen die Seitenaltäre aus dem Rokoko Beachtung, deren rechter von einem Bild der Anna selbdritt aus dem 18. Jahrhundert und deren linker von einem gotischen Gemälde der Muttergottes mit dem Jesuskind aus dem 15. Jahrhundert geziert wird. Darüber hinaus konnten sich noch einige Relikte aus der Gotik erhalten, wie das achteckige, steinerne Taufbecken mit dem polnischen Adler oder der in der Kirchenmauer eingelassene Wieniawa-Wappenschild aus dem 15. Jahrhundert, der noch aus der alten Bartholomäuspfarrkirche stammt.
Von der alten Klosterbebauung blieb nur der Westflügel aus dem 15. Jahrhundert übrig, der 1601 und gegen Ende des 19. Jahrhunderts umgestaltet wurde. Daneben gehörte der nahegelegene Speicher, der auch auf das 15. Jahrhundert zurückgeht, zum Kloster.

### Palast in Zagórze
Der Palast wurde in seiner heutigen Form von 1795 bis 1800 im neugotischen Stil für Christian von Haugwitz erbaut. Umgeben ist der Palast von einem Schlosspark. Es bestehen Pläne, das Schloss zu renovieren und in ihm ein Długosz-Museum einzurichten.
Der örtliche Marktplatz wird von Häusern des 19. Jahrhunderts umgeben, wobei das älteste Gebäude im 18. Jahrhundert errichtet wurde.

## Verkehr
Der Dienstbahnhof Kłobuck liegt an der Bahnstrecke Chorzów–Tczew.

## Gemeinde
Kłobuck ist Hauptort einer Stadt- und Landgemeinde mit 10 Ortsteilen:
- Kamyk
- Lobodno
- Biala
- Ligota
- Gruszewnia
- Libidza
- Nowa Wieś
- Borowianka
- Kopiec
- Rybno

## Persönlichkeiten
- Małgorzata Rydz (* 1967), Mittelstreckenläuferin